# Coco Farm
Coco Farm ist ein 2023 erschienener kanadischer Familienfilm von Sébastien Gagné.

## Handlung
Geldknappheit zwingt den alleinerziehenden Vater des 12-jährigen Max zu einem Umzug aus Montreal in ein einfaches Haus auf dem Land. Max ist ein Unternehmergeist, der schon in der Stadt mit Freunden ein gutgehendes Repair-Café führte. Sein Vorbild ist Joseph-Armand Bombardier, mit dem er mehrmals imaginäre Dialoge führt. Als Max auffällt, wie gut die Eier bei der Familie seines Cousins Charles schmecken, weil sie frisch von glücklichen, freilaufenden Hühnern stammen, hat er die Geschäftsidee, in einer Farm mit einigen hundert Hühnern entsprechend wohlschmeckende Eier zu produzieren und zu verkaufen.
Max und Charles, unterstützt von dem desillusionierten ehemaligen Metzger Raymond, durchlaufen mit ihrer Gründung einige Schwierigkeiten: Als sie keinen Bankkredit bekommen, überzeugen sie Dorfbewohner von ihrer Idee, verkaufen Aktien und bauen in einer alten Scheune ihre Hühnerfarm mit 300 angekauften Hühnern auf. Als sich herausstellt, dass kein örtlicher Einzelhandel aus vertragsrechtlichen Gründen die Eier der „Coco Farm“ annehmen darf, verkaufen sie auf umliegenden Märkten selbst. Die findige Alice schließt sich ihnen an, konzipiert eine Corporate Identity auf der Basis artgerechter Hühnerhaltung und organisiert strategisches Branding in sozialen Medien, durch die viele Kunden in Montreal auf sie aufmerksam werden. Schließlich verkaufen sie so viele Eier, dass sie eine erste Dividende an ihre Aktionäre ausschütten können.
Doch als kurz darauf eine behördliche Inspektorin die provisorische Hühnerfarm überprüft und eine Mängelliste erstellt, die hohe Investitionen erfordert, scheint das Unternehmen am Ende. Max entdeckt bei Charles eine zunächst verworfene Idee, Hühner in kleinen, fahrbaren Farmen auf Ackerflächen zu halten, deren Dung als Dünger auf den Boden fällt. Daraus entwickelt er den rettenden Umbau ihres Unternehmens: Sie teilen ihre Hühner auf kleine fahrbare Farmen mit jeweils 99 Tieren auf (das Maximum, das ohne Auflagen privat gehalten werden darf) und verkaufen diese an unterschiedliche Franchisenehmer, die ihre Eier selbst verkaufen und sich im Gegenzug den Idealen der Coco Farm mit tierfreundlicher Haltung verpflichten müssen. Dies überzeugt auch die Väter von Max und Charles, die sich nun einbringen und die ersten drei fahrbaren Coco-Farmen zum Inspektionstermin fertiggebaut haben, so dass die bemängelte Farm aufgelöst werden kann.
Am Ende sehen sich die drei jungen Unternehmer einen Medienbericht darüber an, wie sich die Coco-Farm-Idee im Land immer weiter durchsetzt, während die Absätze der industriellen Hühnerfarmen zurückgehen. Zudem hat Charles’ Vater erkannt, dass Charles in der Zusammenarbeit mit Max mehr lernt als in der Schule, und Raymond hat einen neuen Lebensinhalt gefunden.

## Veröffentlichung
Am 6. September 2024 wurde Coco Farm in Deutschland auf KiKA erstmals im Fernsehen gezeigt.

## Rezeption
Der Film war in Deutschland erstmals auf dem Schlingel Filmfestival 2023 zu sehen und gewann den Sonderpreis des Mitteldeutschen Rundfunks.

## Kritik
Die Redaktion des Lexikon des internationalen Films vergab dreieinhalb von fünf Sternen und urteilte: „Unbeschwerte kanadische Jugendkomödie, die zwar auch bedrückendere Themen wie Schulden und Alkoholismus streift, dabei aber stets die Belastbarkeit des Zielpublikums bedenkt. Die Botschaften um den Umgang mit Tieren und die Fallstricke des Geschäftslebens werden ebenfalls kindgerecht über die amüsante Handlung transportiert.“